# Isogona agilaria
Isogona agilaria là một loài bướm đêm trong họ Erebidae.